# 伪群织雀属
是雀形目織布鳥科下的一個屬。該屬物種均分佈於非洲，目前下屬2個物種。

## 命名歷史
本屬物種為德國鳥類學家安東·賴歇諾於1903年建立。其模式種由賴歇諾指定為灰头群织雀。其屬名來自於古希臘語（意指「假的」）及黑雀屬的學名。

## 下屬物種
本屬包含以下物種：
- 灰头群织雀 Pseudonigrita arnaudi (Bonaparte, 1850)
- 黑头群织雀 Pseudonigrita cabanisi (Fischer, GA & Reichenow, 1884)

## 外部連結
- 维基共享资源上的相關多媒體資源：伪群织雀属
- 維基物種上的相關：伪群织雀属